# Claire Carver-Dias
Claire Carver-Dias, född den 19 maj 1977 i Burlington, Kanada, är en kanadensisk konstsimmare.
Hon tog OS-brons i lagtävlingen i konstsim i samband med de olympiska konstsimstävlingarna 2000 i Sydney.